# Castell de Frederiksborg

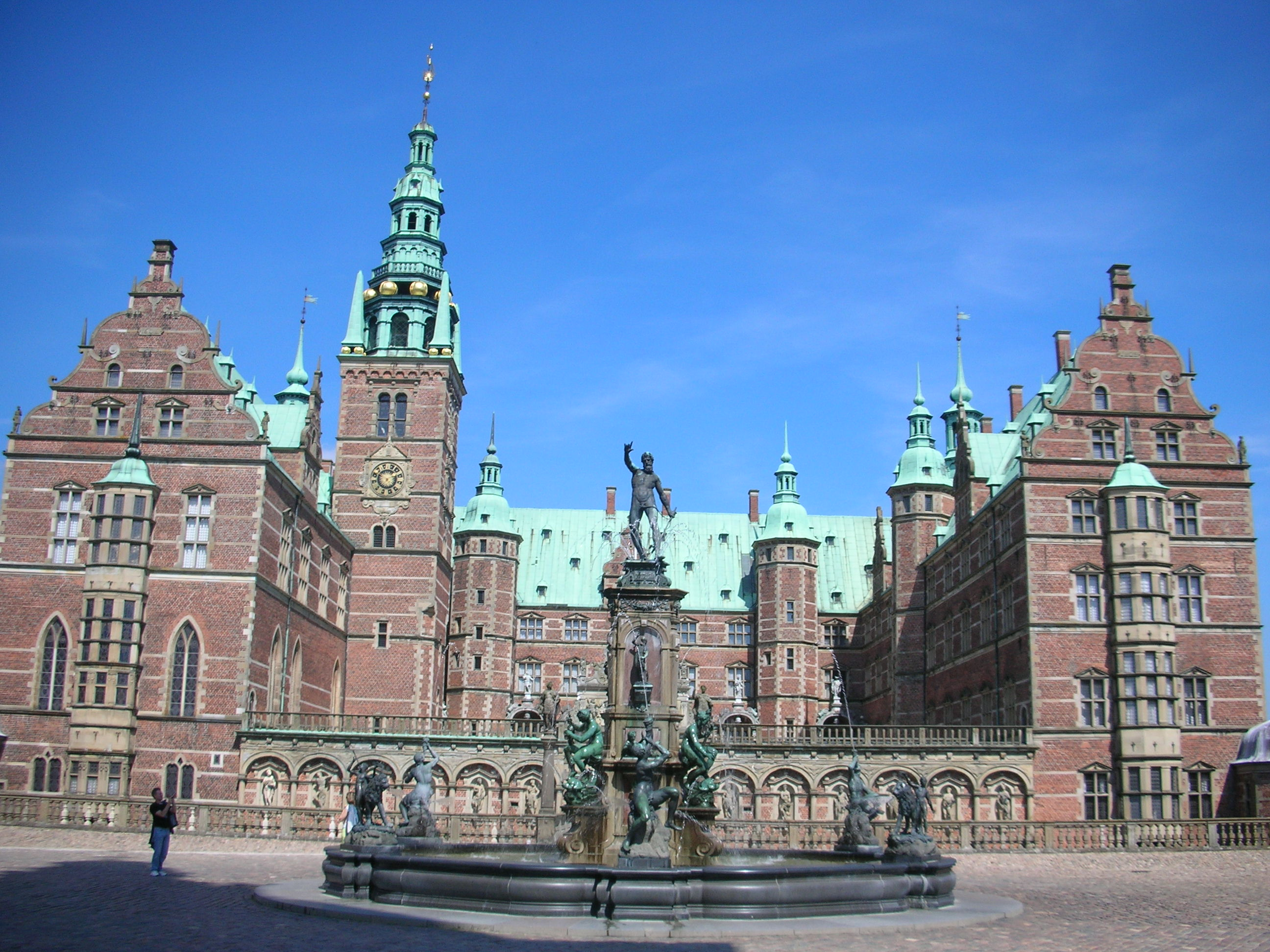
Façana del Castell

El castell de Frederiksborg és un castell a Hillerød, Dinamarca. Fou construït com a residència reial per al rei Christian IV, i actualment es coneix com el Museu d'Història Nacional de Dinamarca que acull la col·lecció més important del país de retrats i pintures històriques. L'edifici actual va substituir una construcció anterior encarregada per Frederic II de Dinamarca, i és el palau del Renaixement més gran d'Escandinàvia. El palau s'ubica sobre tres petites illes al mig del llac del palau (slots en danès), i està envoltat per un gran jardí formalment barroc. L'església del palau, també coneguda com la Capella de les ordres, actualment fa la funció d'església local, i és part del museu de les instal·lacions. Els escuts d'armes dels destinataris de les ordes reials del país, l'Orde de l'Elefant i l'Orde del Dannebrog, es mostren a les parets de l'església.

## Història

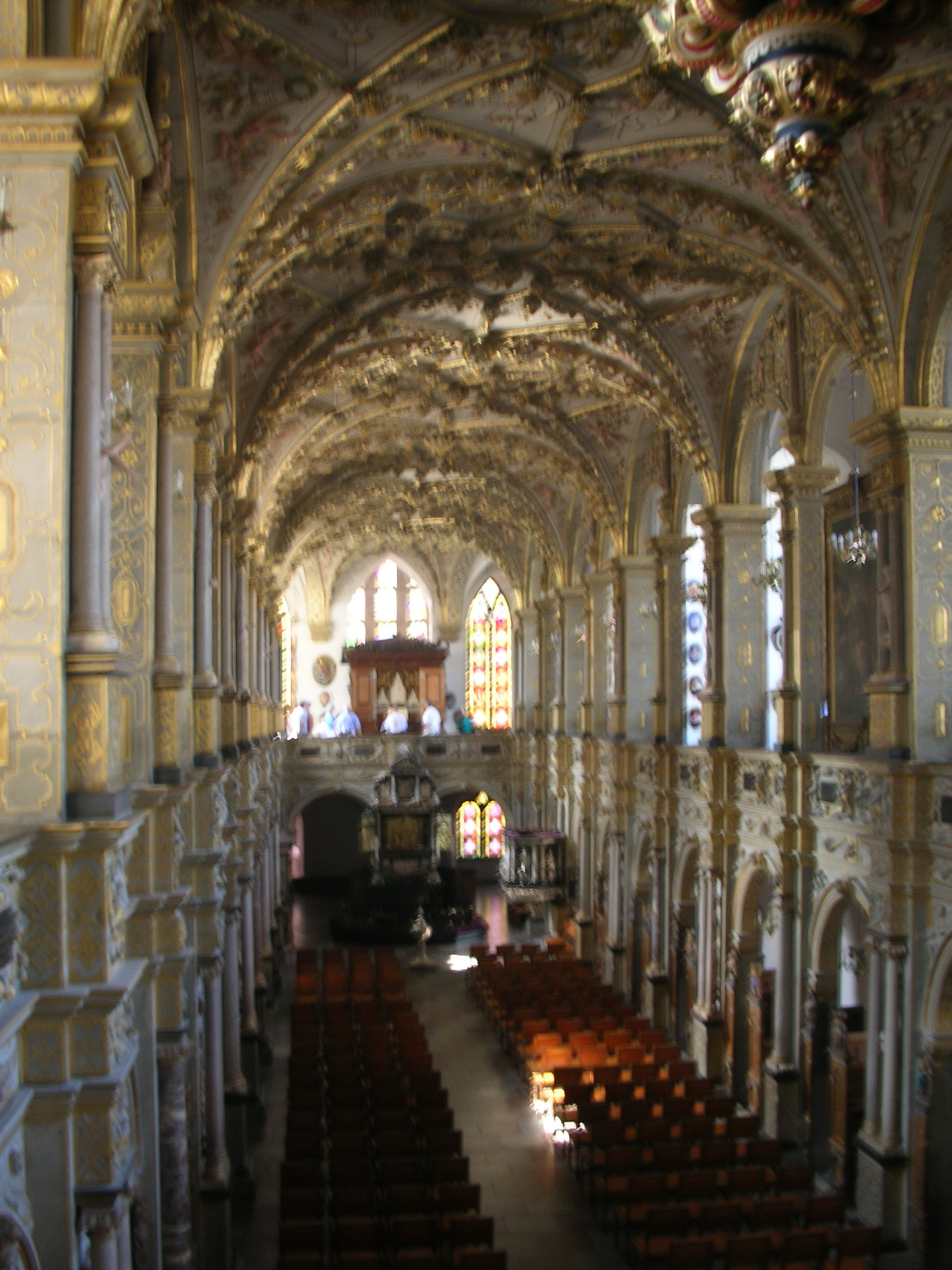
Església del palau

Les parts més antigues del castell són 1560, i van ser encarregades per Frederic II de Dinamarca, que és el monarca que dona nom al palau. La major part del palau actual, però, va ser construïda entre 1602 i 1620 sota les ordres del rei Christian IV, pels arquitectes flamencs, Hans van Steenwinckel el Jove i Lorenz van Steenwinckel, i segueix l'estil holandès que agradava a Christian IV pels seus edificis nous de Copenhaguen.
Després de la mort de Cristià IV el 1648, el palau va ser utilitzat principalment per a les cerimònies, sobretot la unció i la corona dels monarques absoluts a l'església del palau. Els següents reis i reines daneses hi van ser coronats: 
- 1671: Cristià V i Charlotte Amalie de Hessen-Kassel
- 1700: Frederic IV i de Louise de Mecklenburg-Güstrow
- 1721: Anna Sofia, l'esposa de Frederic IV
- 1731: Cristià VI i Sofia Magdalena de Brandenburg-Kulmbach
- 1747: Frederic V i Louise de Gran Bretanya
- 1752: Juliana Maria de Brunsvic-Wolfenbüttel, consort de Frederic V
- 1815: Frederic VI i Marie de Hessen-Kassel
- 1840: Cristià VIII i Caroline Amalie de Schleswig-Holstein

Des de 1693 l'església també ha estat utilitzada com a capella del Cavaller de l'Orde de l'Elefant i l'Orde del Dannebrog.
El palau també va ser utilitzat per acollir la col·lecció d'art de la família reial, i per això, va arribar a ser considerat com un monument nacional.
En 1720, s'hi va signar el Tractat de Frederiksborg.

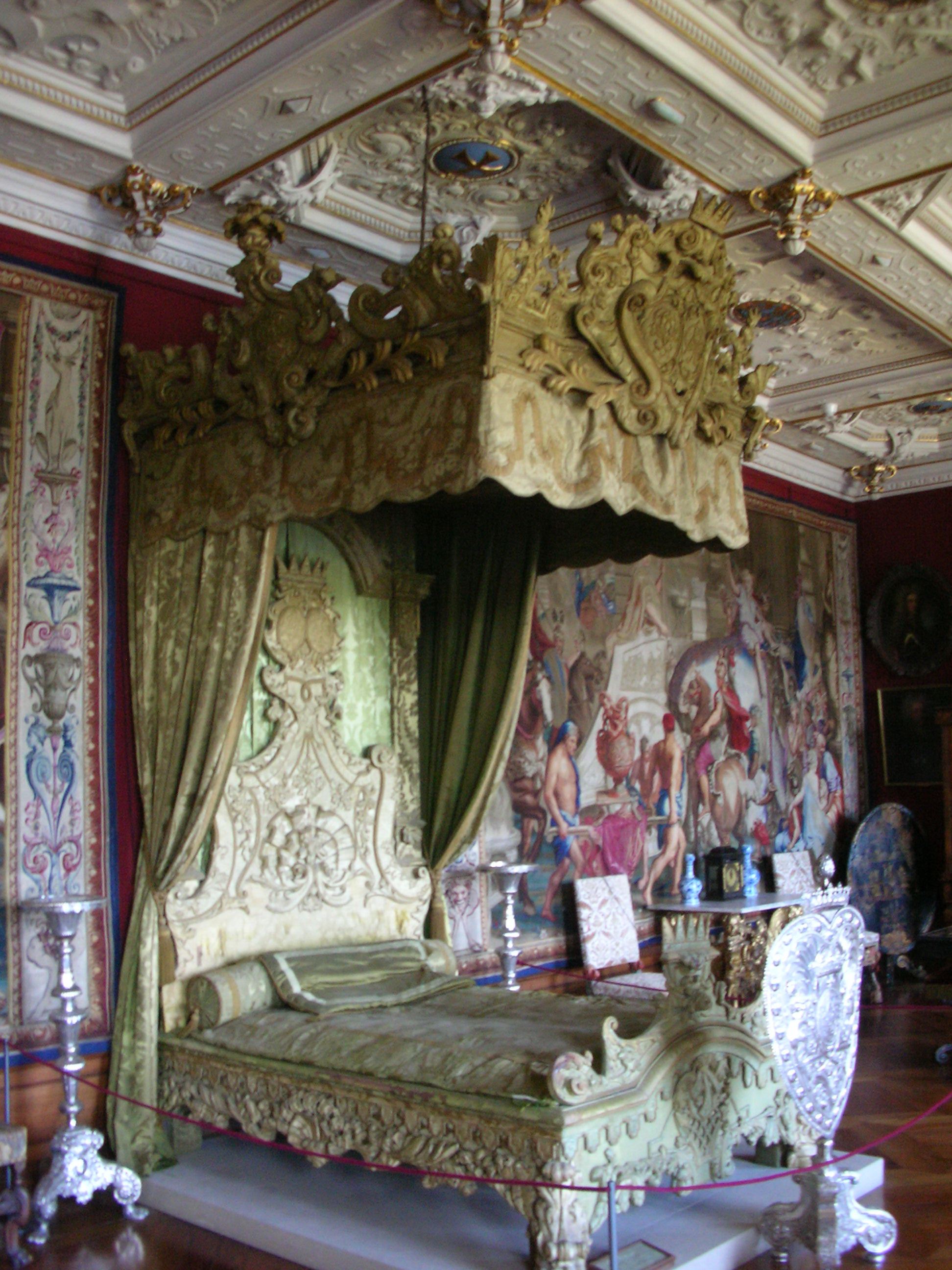
Una de les habitacions del palau i el seu llit

El 1850, el palau va ser utilitzat de nou com a residència per Frederic VII de Dinamarca. Durant la nit del 16 al 17 desembre de 1859, quan es trobava a la residència, un incendi va destruir gran part de l'interior del palau principal. La reconstrucció va ser finançada per subscripció popular, amb grans contribucions del rei, l'estat i el prominent filantrop J. C. Jacobsen de la indústria cervesera Carlsberg, que també va proporcionar fons per establir-hi el Museu Nacional d'Història, que ara ocupa Frederiksborg. Una gran col·lecció de pintures notables del pintor danès Carl Heinrich Bloch es troben al palau. Encarregades per al palau, aquestes pintures representen en gran manera la vida de Jesucrist.
El príncep Joaquim i la princesa Alexandra (ara comtessa de Frederiksborg) es van casar a l'Església del Palau.

## La comtessa de Frederiksborg
Alexandra Christina Manley, títol Frederiksborg Grevinde af (Comtessa de Frederiksborg) es refereix al seu matrimoni amb el príncep Joaquim de Dinamarca a l'església del Palau de Frederiksborg. Aquest títol li va ser atorgat al 16 d'abril de 2005 per Margarida II de Dinamarca vuit dies després que la parella reial es divorciés oficialment.

## Galeria

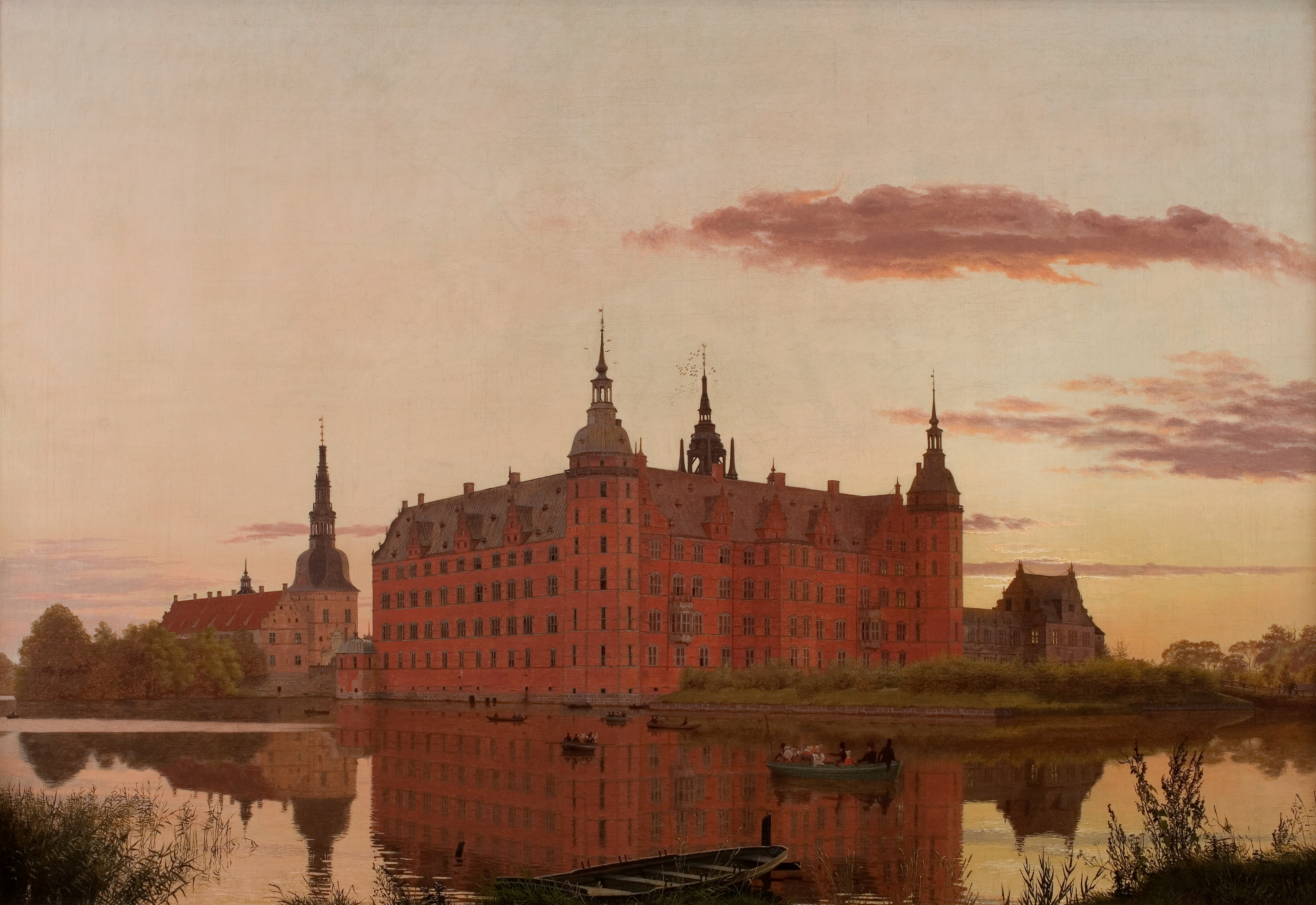
Palau Frederickborg per Christen Købke, 1835
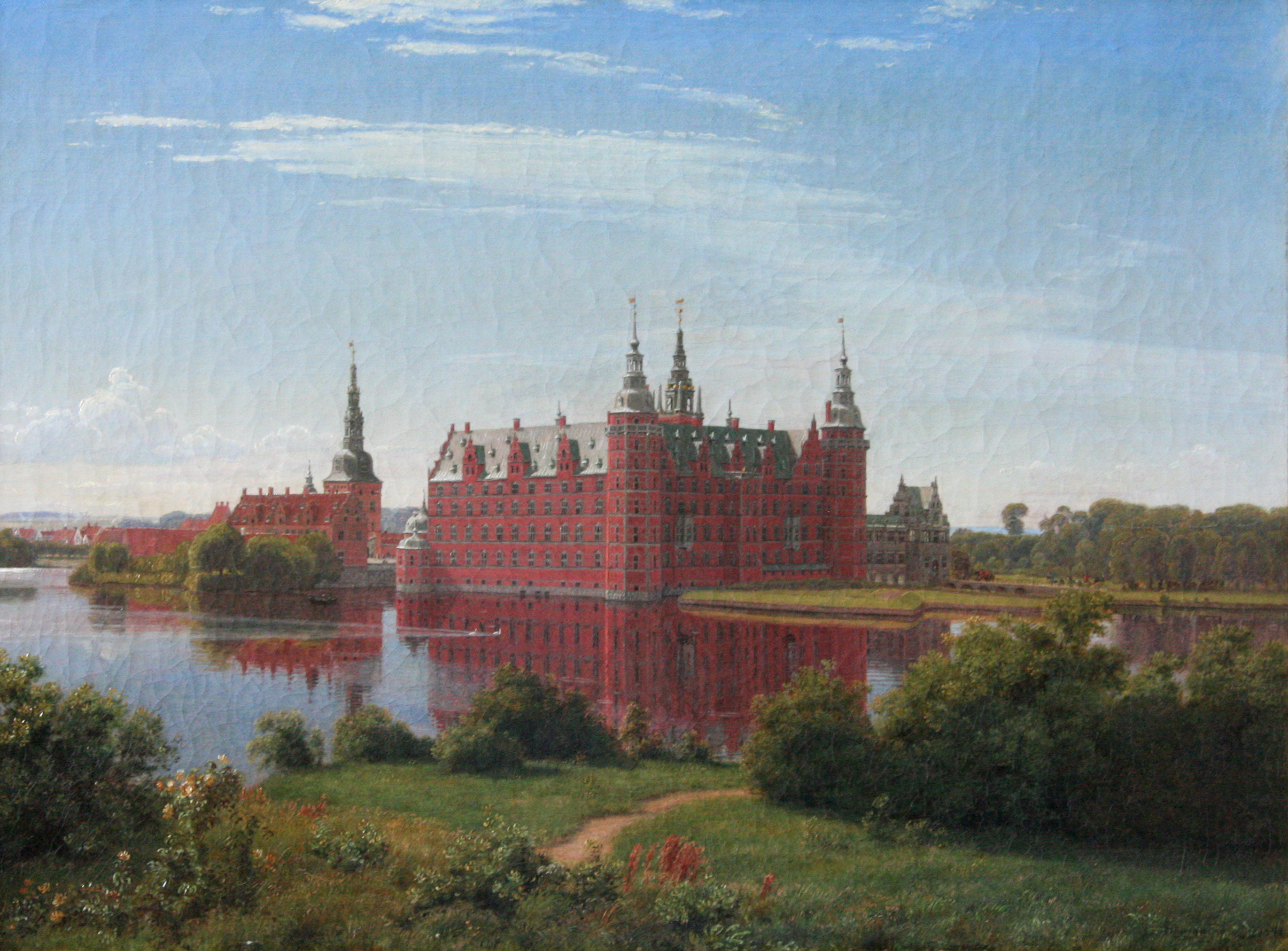
Palau Frederiksborg per P. C. Skovgaard, 1841
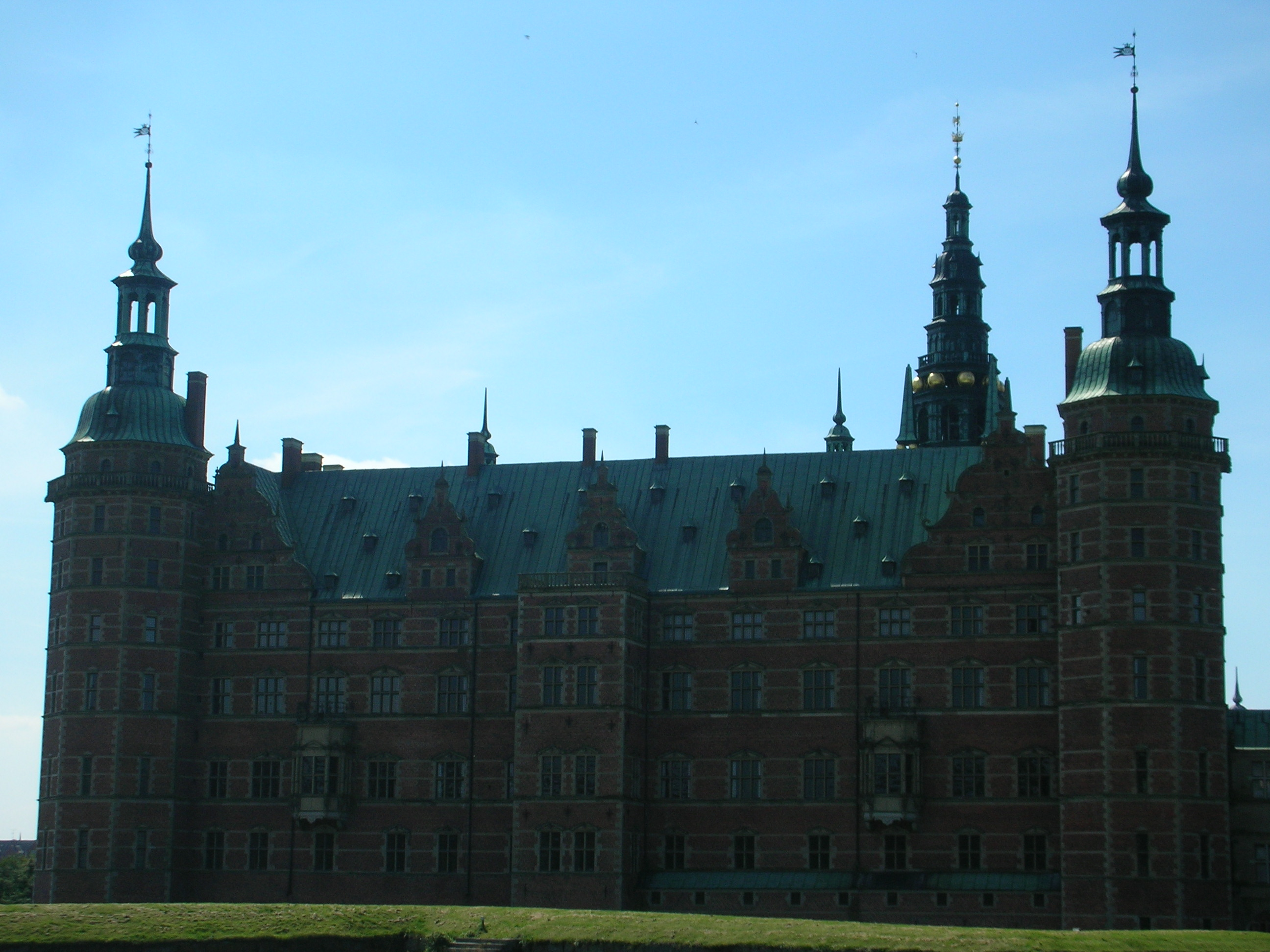
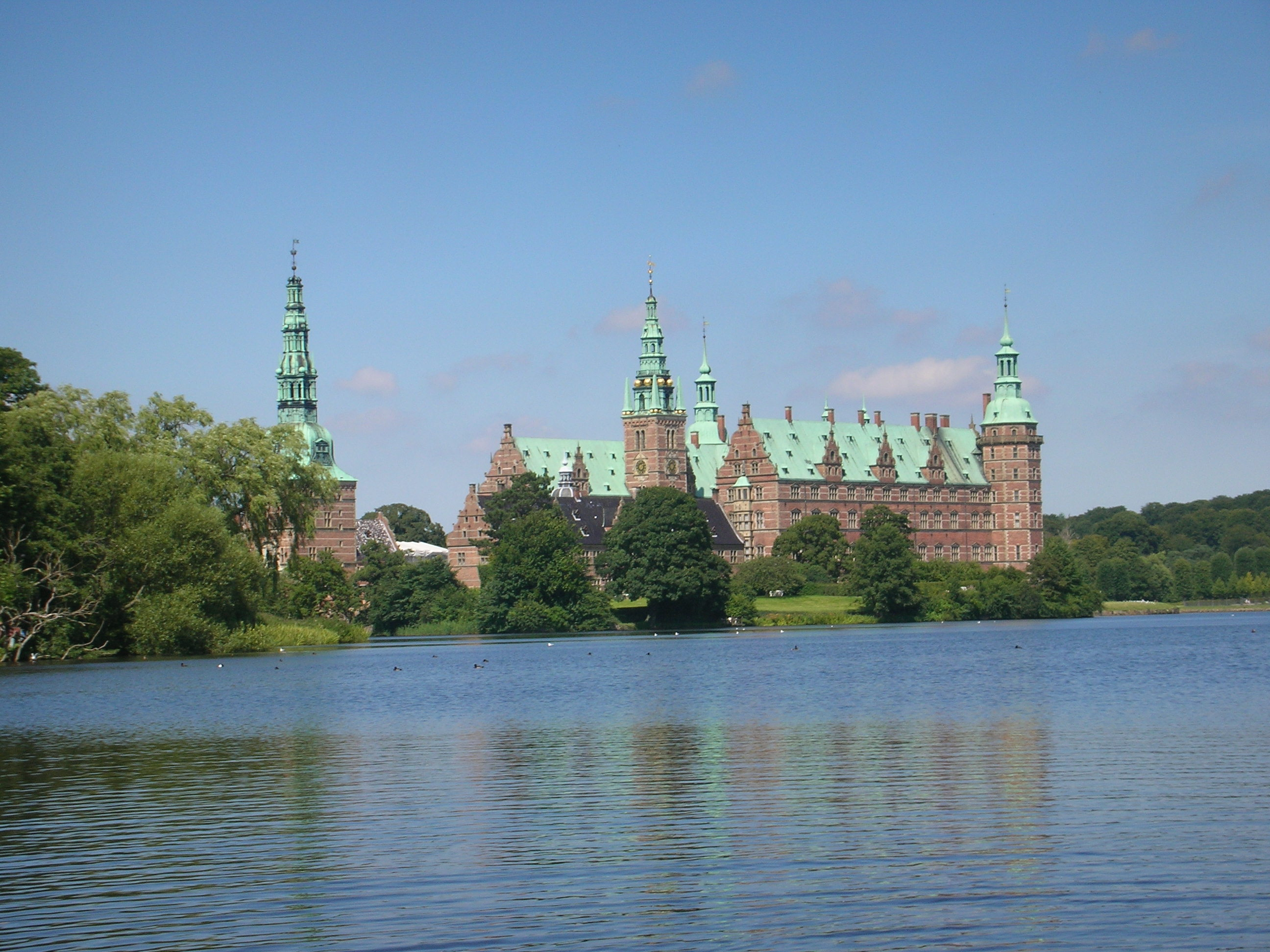
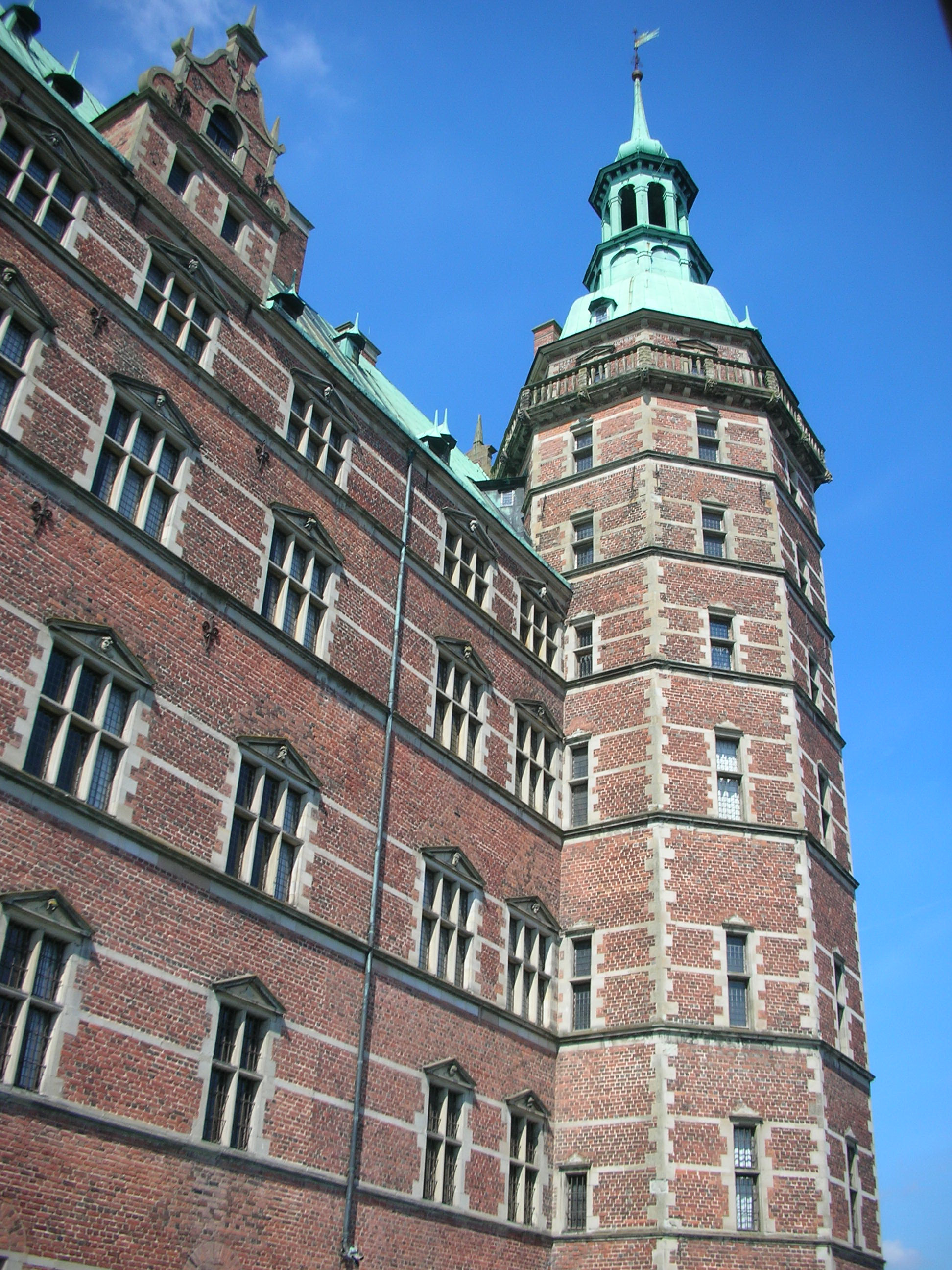
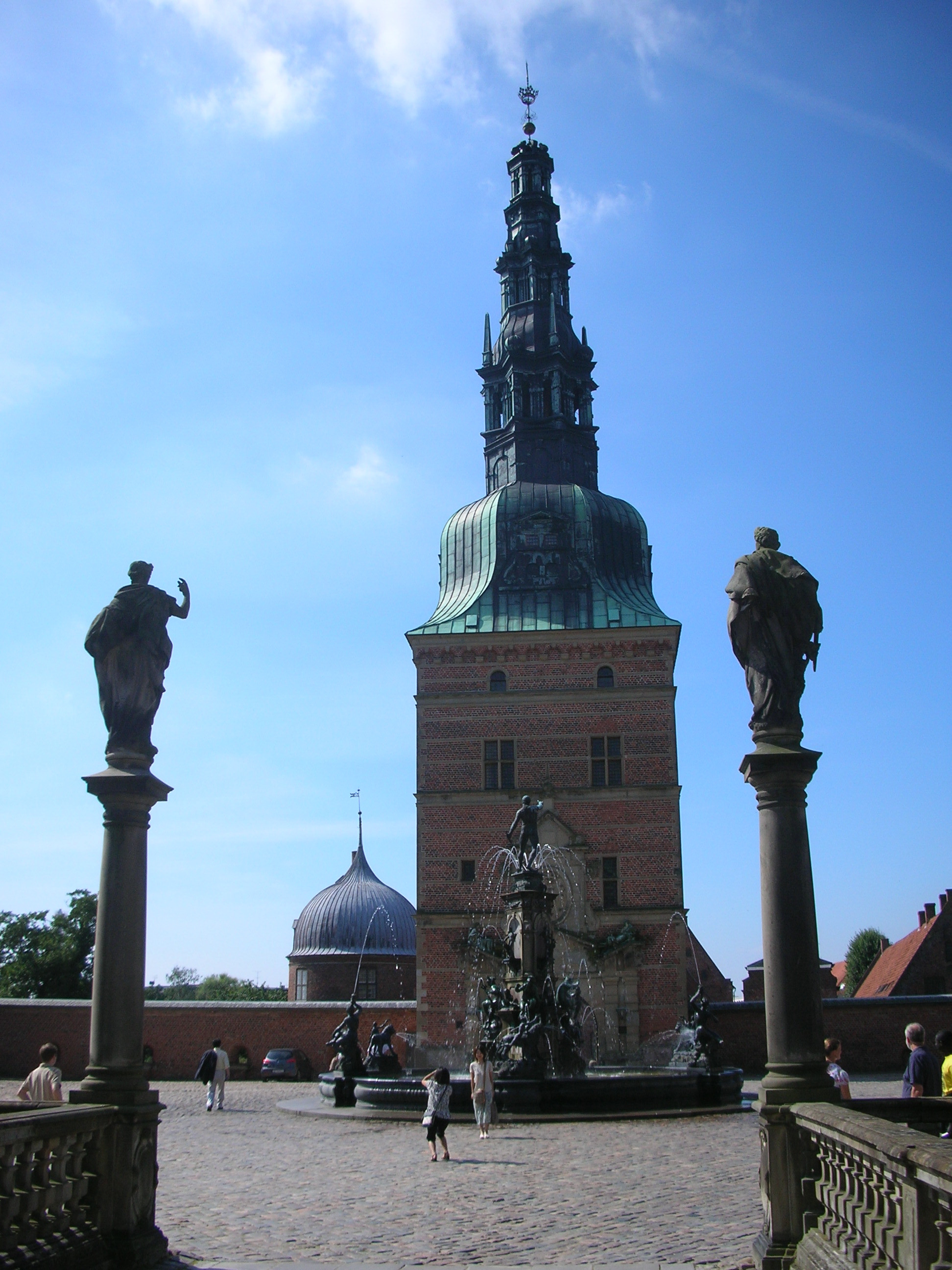
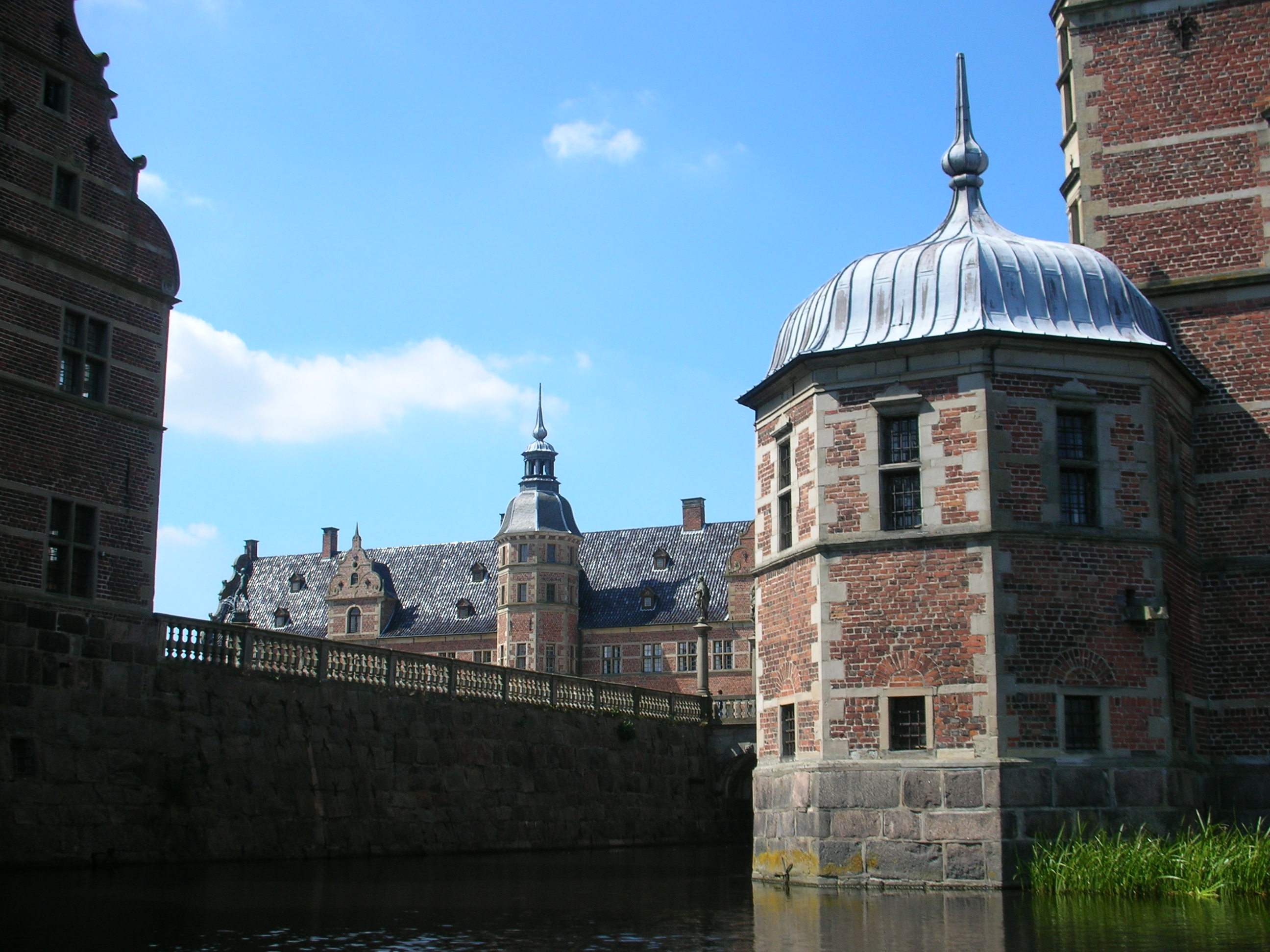